# Dicico
Dicico foi uma loja de materiais de construção. Com mais de um século de existência, é considerada uma das lojas mais tradicionais de seu setor no país.
Foi fundada em 1918, quando o imigrante italiano Virgílio Di Cicco inaugurou sua primeira loja em São Paulo. Ainda sob seu comando, houve a abertura de mais uma unidade. Em 1999, a rede foi adquirida pela Construdecor e Di Cicco tornou-se Dicico. 
Em maio de 2013, na maior negociação do setor no país, a empresa associou-se à Sodimac, subsidiária do varejista chileno Grupo Falabella, que hoje tem 100% do capital. 
Desde 2018, as lojas Dicico passaram por um processo de mudança para uma nova marca: Sodimac Dicico.. Na atualidade, tudas as lojas do Sodimac Dicico passaram a ser simplesmente Sodimac, pelo que a Dicico não existe mais.